# Марсельська архідіоцезія
Марсельська архідіоцезія (лат. Archidioecesis Massiliensis, фр. Archidiocèse de Marseille) — одна з 23 архідіоцезій Римо-Католицької церкви у Франції. Архієпископська кафедра знаходиться в місті Марселі, діоцезія включає район Марселя, департамент Буш-дю-Рон в регіоні Прованс — Альпи — Лазурний Берег.
За переданням заснована в I столітті святим Лазарем, який разом з сестрами висадився на середземноморському узбережжі, рятуючись від переслідувань. Діоцезія була зведена у ранг архідіоцезії 31 січня 1948 року папою Пієм XII. Суфраганними діоцезіями є: діоцезія Аяччо, Екс-ан-Прованська архідіоцезія, Авіньйонська архідіоцезія , дієцезія Ніцци і Фрежюсі-Тулонська дієцезія. 16 грудня 2002 року Марсельська архідіоцезія була перетворена в церковну провінцію.
Архідіоцезія налічує близько 700 тисяч вірних. Кафедральним собором є Собор Діви Марії в Марселі